# Ireljach
L'Ireljach (in russo Ирелях?) è un fiume della Russia siberiana orientale (Sacha-Jakuzia), affluente di sinistra della Oččuguj-Botuobuja nel bacino idrografico del Viljuj.
Scorre nel bassopiano della Jacuzia centrale, in una zona ricca di giacimenti di diamanti per lo sfruttamento dei quali è stata costruita la cittadina di Mirnyj, maggiore città del bacino e una delle più rilevanti nell'intera Jacuzia. Sfocia nell'Oččuguj-Botuobuja presso il villaggio di Almaznyj.